# Accra Hearts of Oak Sporting Club
Hearts of Oak is een Ghanese voetbalclub uit de hoofdstad Accra, opgericht in 1911.

## Erelijst
Nationaal
- Premier League (20):

1956, 1958, 1962, 1971, 1973, 1976, 1978, 1979, 1984, 1985, 1990, 1997, 1998, 1999, 2000, 2001, 2002, 2005, 2007, 2009
- FA Cup

1973, 1974, 1979, 1981, 1987, 1988, 1989, 1994, 1995, 1996, 1999, 2000
- Ghana Super Cup

1997, 1998
Continentaal
- CAF Champions League

2000
- CAF Confederation Cup

2004
- CAF Super Cup

2001
Overige GFA-titels
- Ghana SWAG Cup:

1973, 1974 (gedeeld), 1977 (gedeeld), 1978, 1979, 1984, 1985
- Ghana Telecom Gala

4x
- GHALCA Special Cup

3x
- Ghana Top Four Cup

3x
- Ghana Top Eight Cup

2x
- President's Cup

2003, 2009, 2013, 2015, 2022
- Independence Cup

4x
- PLB Special Knockout

1x
- June 4 Cup

3x
- 31 December Revolution Cup

1x
Goudkust
1920, 1922, 1925, 1927, 1929, 1933, 1935, 1954 (inclusief trofeeën gewonnen in de Accra Football League (Guggisberg Shield) en de Gold Coast Club Competition, beide gespeeld tijdens de koloniale periode)

## Bekende spelers
- Stephen Appiah
- Sammy Adjei, doelman